# Sylviocarcinus devillei
Sylviocarcinus devillei е вид десетоного от семейство Trichodactylidae. Видът не е застрашен от изчезване.

## Разпространение и местообитание
Разпространен е в Боливия, Бразилия (Акри, Амазонас, Амапа и Гояс), Еквадор, Колумбия и Перу.
Обитава сладководни басейни, океани, морета, реки и потоци.

## Описание
Популацията на вида е стабилна.